# 재외동포재단
재외동포재단(在外同胞財團, Overseas Koreans Foundation)은 1997년에 설립된 대한민국 외교부 산하 기타공공기관이었다. 재외동포들이 민족적 유대감을 유지하면서 거주국에서 그 사회의 모범적인 구성원으로 살아갈 수 있도록 하는 데 이바지함을 목적으로 재외동포재단법에 의거하여 설립되었다. 2018년 7월 기관 본사를 제주특별자치도 서귀포시 신중로 55로 이전하였으며, 서울사무소(서울특별시 서초구 소재)와 7개 지역 직무파견(베이징, 뉴욕, LA, 도쿄, 알마티, 호치민, 시드니)의 조직망을 갖췄다.

## 주요기능 및 역할
- 재외동포 교류사업, 재외동포사회에 관한 조사ㆍ연구사업
- 재외동포를 대상으로 하는 경제ㆍ교육ㆍ문화ㆍ홍보ㆍ정보화사업 및 기타 정부가 재단에 위탁하는 사업 시행
- 상기 사업의 목적을 달성하기 위하여 필요한 사업으로서 국무총리의 승인을 얻어 외교통상부 장관이 정하는 사업 및 기타 부대되는 사업 시행

## 주요 사업
재단은 ‘국민과 함께 한민족공동체를 구현하는 글로벌 플랫폼 기관’이라는 비전을 가지고 8가지 주요사업을 추진하고 있다.
1. 첫째, ‘재외동포 교육사업’으로 한글학교 운영비 지원과 한글학교 교사 육성, 스터디코리안(온라인 사이트) 운영 등을 통해 재외동포 차세대의 민족 정체성 확립을 위해 노력한다.
2. 둘째, ‘재외동포 교류지원사업‘으로 재외동포단체가 시행하는 상호 교류 및 권익신장활동과 한인회관 건립 지원, 동포사회 지도자 초청사업 등을 시행함으로써 모국과의 유대 강화와 상호 호혜적 발전 관계를 구축한다.
3. 셋째, ‘재외동포 조사연구사업‘으로 재외동포사회 실태 파악과 재외동포 연구활동 지원을 통해 재외동포 관련 사업방향을 모색하고, 찾아가는 재외동포 이해교육 등을 통해 우리 국민의 재외동포에 대한 이해를 제고한다.
4. 넷째, ‘재외동포 차세대사업’으로 재외동포 차세대 네트워크 구축과 우수인재에 대한 장학금 지원, 한인 후손들의 안정적 경제기반 마련을 위한 직업교육 시행을 통해 모국과 재외동포사회 발전에 기여할 글로벌 인재로 육성한다.
5. 다섯째, ‘한상네트워크사업’으로 세계한상대회 개최를 통해 국내중소기업의 해외진출을 지원하고, 한상기업 청년채용 인턴십을 통해 국내 청년의 해외진출 기회를 제공한다.
6. 여섯째, ‘홍보문화사업’으로 재외동포소식지 발간과 재외동포 언론 지원, 재외동포 문학 공모, Korean Festival 개최 등을 통해 내외동포 간 유대감을 증진하고 재외동포사회 내 민족문화 보전․유지에 힘쓴다.
7. 일곱째, ‘재외동포통합네트워크사업‘으로 재외동포 포털사이트인 ’코리안넷(www.Korean.net) 운영, 재외동포통합네트워크 지원시스템 운영을 통해 750만 재외동포와 대한민국이 하나되는 ‘온라인 통합 한민족네트워크’를 실현한다.
8. 여덟째, ’재외동포 인권 지원사업‘으로 차세대 해외입양동포와 다문화 취약가정자녀 대상 맞춤형 지원을 시행하고 거주국 내 안정 정착과 모국과의 유대감 증진을 도모한다.

## 연혁
- 1995년 세계화추진위원회 전체회의 "재외동포정책위원회" 설치 합의
- 1996년 재외동포재단법 공포
- 1997년 10월 ~ 2000년 10월 초대 김봉규 이사장 취임
- 2000년 10월 ~ 2003년 10월 제2대 권병현 이사장 취임
- 2003년 10월 ~ 2006년 6월 제3대 이광규 이사장 취임
- 2006년 11월 ~ 2008년 5월 제4대 이구홍 이사장 취임
- 2008년 8월 ~ 2011년 8월 제5대 권영건 이사장 취임
- 2011년 10월 ~ 2013년 6월 제6대 김경근 이사장 취임
- 2013년 6월 ~ 2016년 6월 제7대 조규형 이사장 취임
- 2016년 7월 ~ 2017년 5월 제8대 주철기 이사장 취임
- 2017년 5월 ~ 2020년 11월 제9대 한우성 이사장 취임
- 2020년 11월 ~ 2023년 6월 제10대 김성곤 이사장 취임
- 2023년 대한민국 재외동포청으로 승격[1][2][3]

## 조직

### 이사장
- 감사(비상근)
  - 감사실
- 고문
  - 자문위원회
- 전문위원

#### 기획이사
- 기획실
- 경영지원부
- 동포단체지원부
- 연구소통부
- 인권사업부
- 서울사무소

#### 사업이사
- 교육지원부
- 차세대사업부
- 한상사업부
- e-한민족사업부

## 설립 근거
- 재외동포재단법[4]((법률 제5313호, ‘97.3.27. 공포)